# Tessin bei Boizenburg
Tessin bei Boizenburg est une municipalité allemande du land de Mecklembourg-Poméranie-Occidentale et l'arrondissement de Ludwigslust-Parchim. En 2013, elle comptait 416 hab.